# Manuel Muñoz
Manuel Muñoz Muñoz (Tocopilla, 28 d'abril de 1928 - Arica, 17 de desembre de 2022) fou un futbolista xilè.

## Selecció de Xile
Va formar part de l'equip xilè a la Copa del Món de 1950.